# Conjetura de Pólya

Conjetura de Pólya

En matemáticas, la conjetura de Pólya es una hipótesis que plantea que la mayoría de los números naturales (más del 50% de ellos) menores que cualquier número dado, tienen una cantidad impar de factores primos. La conjetura fue propuesta por el matemático húngaro George Pólya en 1919, y se demostró su falsedad en 1958. El tamaño del menor contraejemplo es usualmente usado para mostrar como una conjetura puede ser cierta para muchos números y, aun así, ser falsa.

## Enunciado
La conjetura de Pólya enuncia que:
Para cualquier n (> 1), si dividimos los números naturales menores o iguales a n (excluyendo el 0) por aquellos que tienen un número impar de factores primos, y si análogamente los dividimos por aquellos que tienen un número par de factores primos, entonces el primer conjunto tiene más elementos que el último, o bien, tienen igual cantidad de elementos.
De manera equivalente, se puede enunciar la conjetura, en términos de la función de Liouville:
{\displaystyle L(n)=\sum _{k=1}^{n}\lambda (k)\leq 0}
Para todo n. Aquí, {\displaystyle \lambda (k)=(-1)^{\Omega (k)}} es positivo si el número de factores primos del entero k es par, y negativo si es impar. La función Omega cuenta el total de factores primos de un entero.

## Refutación
La conjetura fue demostrada falsa por C. B. Haselgrove en 1958. Demostró que la conjetura tiene un contraejemplo, el que estimó alrededor de 1.845 × 10361.
Un contraejemplo explícito, con n = 906.180.359 fue dado por R. S. Lehman en 1960; el contraejemplo más pequeño es n = 906.150.257, encontrado por Minoru Tanaka en 1980 {\displaystyle L(906150257)=\sum _{k=1}^{906150257}\lambda (k)>0}
La conjetura de Pólya falla para la mayoría de los valores de {\displaystyle n} en la región de 906.150.257 ≤ n ≤ 906.488.079. en esta región, la función alcanza un valor máximo de 829 en n = 906.316.571 .